# Gare des Versannes
La gare des Versannes est une gare ferroviaire française de la ligne de Niversac à Agen, située au lieu-dit Les Versannes sur le territoire de la commune de La Douze, dans le département de la Dordogne en région Nouvelle-Aquitaine.
Elle est mise en service en 1863 par la Compagnie du chemin de fer de Paris à Orléans (PO). 
C'est une halte voyageurs de la Société nationale des chemins de fer français (SNCF) du réseau TER Nouvelle-Aquitaine, desservie par des trains express régionaux.

## Situation ferroviaire
Établie à 150 mètres d'altitude, la gare des Versannes est située au point kilométrique (PK) 518,350 de la ligne de Niversac à Agen, entre les gares ouvertes de Niversac et de Mauzens-Miremont (entre celles-ci s'intercale la gare fermée de La Gélie).

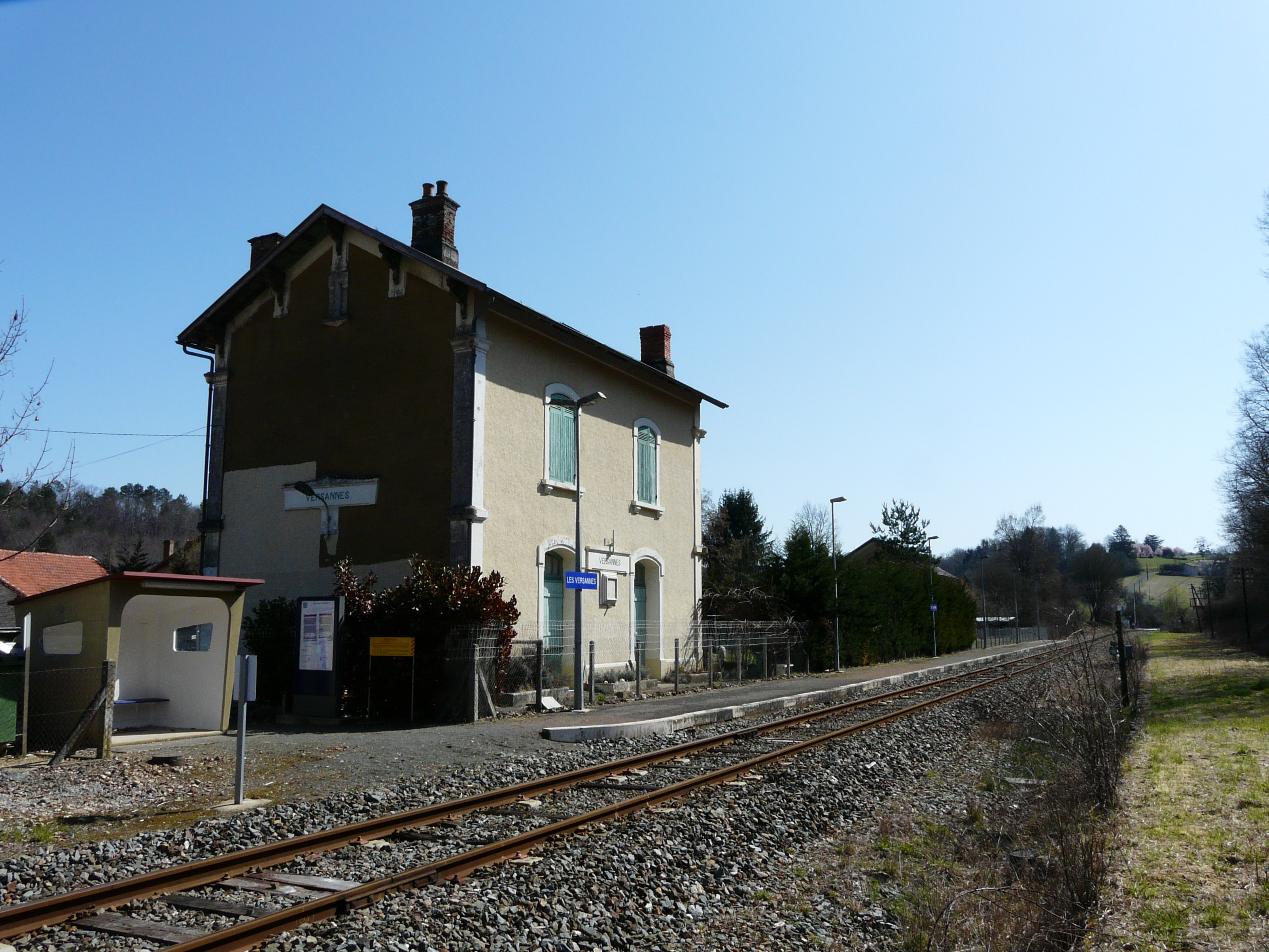
La halte avec la voie le quai et un abri

## Histoire
La « station de Versannes » est mise en service le 3 août 1863 par la Compagnie du chemin de fer de Paris à Orléans (PO), lorsqu'elle ouvre à l'exploitation la ligne à voie unique de Niversac à Agen.
En 1867, c'est la 64e station depuis Paris, à 7 km de Niversac, à 18 km de Périgueux et 134 km d'Agen. Elle est édifiée dans un lieu isolé sans autre bâtiment que celui des voyageurs, le long de la route de Cahors, sur un palier après une forte pente en montée, à trois kilomètres du bourg centre de la commune de La Douze qui compte 984 habitants au recensement de 1866.
La recette annuelle de la station de « Versannes » est de 14 713 francs en 1878, de 22 766 francs en 1881, de 20 628 francs en 1882 et de 20 959 francs en 1886.
En 2014, c'est une gare voyageurs d'intérêt local (catégorie C : moins de 100 000 voyageurs par an de 2010 à 2011), qui dispose d'un quai (voie unique).

## Fréquentation
La fréquentation de la gare est détaillée dans le tableau ci-dessous :
|           | 2015  | 2016  | 2017  | 2018  | 2019  | 2020 | 2021  | 2022  | 2023  |
| --------- | ----- | ----- | ----- | ----- | ----- | ---- | ----- | ----- | ----- |
| Voyageurs | 1 688 | 2 641 | 2 885 | 1 699 | 1 600 | 813  | 1 217 | 2 636 | 4 049 |

## Service des voyageurs

### Accueil
Halte SNCF c'est un point d'arrêt non géré (PANG) à entrée libre.

### Desserte
Les Versannes est une halte voyageurs du réseau TER Nouvelle-Aquitaine, desservie par des trains express régionaux de la relation Périgueux - Agen (ligne 48).

### Intermodalité
Le stationnement des véhicules est possible à proximité.

## Patrimoine ferroviaire
L'ancien bâtiment voyageurs d'origine, est un bâtiment type à deux ouvertures de la compagnie du PO. Sur une base rectangulaire, il dispose d'un étage sous une toiture à deux pans avec des bordures en débords. Il est devenu une propriété privée. 